# Kaiapoi
Kaiapoi – miasto w Nowej Zelandii, na Wyspie Południowej, w regionie Canterbury. Liczy 11 761 mieszkańców (2008).